# Ioan Oteteleșanu
Ioan/Iancu/Iancuțu Oteteleșanu/Ottetelișanu (n. 1795-7, Craiova – d. 8 mai 1876, București) a fost un politician muntean, care a ocupat mai multe poziții administrative înalte, printre care și cea de ministru de finanțe.

## Biografie
Era fiul cel mare al lui Șerban, fost stolnic, paharnic și clucer, și al Lucsandrei, născută Vlădăianu, a doua soție a acestuia.

### Carieră politică
A început cariera politică în calitate de medelnicer, apoi în 1825 ajunge stolnic și, după patru ani, vel stolnic, căminar, vornic. Locuia la Craiova unde avea o avere considerabilă. După intrarea în vigoare în 1831 a Regulamentului organic devine deputat în Adunarea Obștească în mai multe rânduri (1831-1835, 1837-1844, 1847-1848, 1857-1859). În perioada 1838-1846 a fost arendaș al minelor de sare ale statutului făcând o mare avere.
Pentru merite deosebite a fost ales președinte al Sfatului Orășenesc al Capitalei (1846-1848).
La propunerea lui Gheorghe Bibescu, sultanul Abdul-Medjid îl decorează cu İftihar Nișanı (Ordinul Gloriei).

### 1848 și ulterior
Influențat de cumnatul său, Ion Câmpineanu, a fost membru al unor societăți culturale. În 1845 a fost numit directorul Teatrului Național susținând trupa întemeiată de Costache Caragiale care avea repertoriu în limba română.
După înfrângerea Revoluției de la 1848 s-a apropiat de Barbu Știrbei, devenind austrofil și conservator. A fost ministru al controlului în locul lui Ion Câmpineanu, în perioada 1851-1856, ministru al justiției, mare logofăt al Craiovei în 1852, deputat de Vâlcea în Divanul ad-hoc (1857) și pentru o scurtă perioadă de timp, 30 ianuarie - 11 februarie 1866, ministru de finanțe, în al treilea guvern al lui Nicolae Kretzulescu. 

### Viață personală
A fost căsătorit prima dată înainte de 1840 cu Safta Câmpineanu (1792-1876) care era cu 4 ani mai în vârstă decât el și de care a divorțat în iunie 1850. Se recăsătorește imediat cu Elena (1818-1888), fiica marelui logofăt și vistiernic Iancu Filipescu, care avea 32 de ani și cu care spera să aibă copii.
A încetat din viață la 8/20 mai 1876 fiind înmormântat în cimitirul Șerban-Vodă din București.